# 김재경 (1961년)
김재경(金在庚, 1961년 10월 10일 ~ )은 대한민국의 법조인, 정치인이며, 제17·18·19·20대 국회의원이다. 2015년 예결위원장 역임시 진주시 예산 1조원 시대를 열었다는 평가가 있다. 또한 우주항공산업을 유치하고, 진주혁신도시를 정착 시켰다는 평가도 있다.
2016년 12월 박근혜-최순실 게이트를 계기로 새누리당을 탈당하여 바른정당에 입당했으나, '보수단일화를 통해 정권창출을 하기 위해' 2017년 5월 바른정당을 탈당했다.

## 학력
- 외율국민학교 졸업
- 단성중학교 졸업
- 진주고등학교 졸업
- 경상대학교 법학과 졸업(수석입학, 수석졸업)
- 서울대학교 대학원 법학과 석사

### 비학위 수료
- 중앙대학교 사회개발대학원 건설최고관리자과정 31기 수료

## 경력
- 1981년 : 병종 제2국민역 질병
- 1987년 : 제29회 사법시험 합격
- 1989년 : 사법연수원 수료(19기)
- 1990년 : 청주지방검찰청 검사
- 1992년 : 창원지방검찰청 거창지청 검사
- 1995년 : 부산지방검찰청 검사
- 1997년 : 서울지방검찰청 검사
- 1997년 : 김재경법률사무소 변호사
- 2004년 4월 15일: 대한민국 제17대 국회의원 선거 당선(경남 진주시 을, 한나라당, 초선)
- 2008년 4월 9일: 대한민국 제18대 국회의원 선거 당선(경남 진주시 을, 한나라당, 재선)
- 2012년 4월 11일: 대한민국 제19대 국회의원 선거 당선(경남 진주시 을, 새누리당, 3선)
- 2016년 4월 13일: 대한민국 제20대 국회의원 선거 당선(경남 진주시 을, 새누리당, 4선)
- 2020년 : 법무법인 케이에스앤피 파트너변호사
- 2021년 8월 ~ : 통합과 공정 포럼 상임대표
- 2021년 9월 ~ 2021년 11월 : 제20대 대통령 선거 국민의힘 홍준표 대통령 경선후보 jp희망캠프 경남선거대책위원장
- 2022년 1월 ~ 2022년 3월 : 제20대 대통령 선거 국민의힘 선거대책본부 경을 살리는 선거대책위원회 상임고문
- 2022년 6월 : 법무법인 오현 형사전문 센터장 변호사
- 2022년 9월 : 윤석열 대통령 케냐 특사단장
- 2023년 3월 ~ 2025년 4월: 대한민국헌정회 경상남도 지회장
- 법무법인 황앤씨 고문변호사
- 법무법인 황앤씨 대표변호사
- 2025년 6월 ~ : 국민의힘 탈당

## 의정 활동

### 제17대
- 2004년 5월 30일 ~ 2008년 5월 29일 : 제17대 국회의원 (경남 진주시 을, 한나라당, 초선)
- 제17대 국회 전반기 법제사법위원회 위원
- 제17대 국회 후반기 건설교통위원회 위원
- 제17대 국회 중국의 고구려사 왜곡 대책특별위원회 위원 역임
- 제17대 국회 민족화해와 번영을 위한 남북평화통일 특별위원회 위원 역임
- 한나라당 제1정책조정위원장
- 한나라당 제4차 전국청년대회 중앙청년위원장선거 선거관리위원
- 한나라당 경상남도당 진주시 을 당원협의회 위원장

### 제18대
- 2008년 5월 30일 ~ 2012년 5월 29일 : 제18대 국회의원 (경남 진주시 을, 한나라당→새누리당, 재선)
- 제18대 국회 전반기 기획재정위원회 위원
- 제18대 국회 전반기 예산결산특별위원회 위원
- 제18대 국회 전반기 윤리특별위원회 위원
- 제18대 국회 2012 여수세계박람회유치 특별위원회 한나라당 간사
- 한나라당 윤리심사위원회 위원
- 한나라당 경상남도당 진주시 을 당원협의회 위원장
- 새누리당 경상남도당 진주시 을 당원협의회 위원장
- 제18대 국회 후반기 지식경제위원회 위원 겸 한나라당 간사

### 제19대
- 2012년 5월 30일 ~ 2016년 5월 29일 : 제19대 국회의원 (경남 진주시 을, 새누리당, 3선)
- 제19대 국회 전반기 정무위원회 위원
- 재19대 국회 후반기 윤리특별위원회 위원장
- 제19대 국회 후반기 미래창조과학방송통신 위원
- 제19대 국회 후반기 법제사법위원회 위원
- 새누리당 경상남도당 진주시 을 당원협의회 위원장

### 제20대
- 2016년 5월 30일 ~ 2020년 5월 29일 : 제20대 국회의원 (경남 진주시 을, 새누리당→무소속→바른정당→무소속→자유한국당→미래통합당, 4선)
- 제20대 국회 전반기 예산결산특별위원회 위원장
- 제20대 국회 전반기 미래창조과학방송통신위원회 위원
- 개혁보수신당 법률지원팀장
- 바른정당 최고위원
- 바른정당 경선관리위원회 부위원장
- 제20대 국회 후반기 외교통일위원회 위원
- 제20대 국회 후반기 외교통일위원회 간사
- 자유한국당 중앙직능위원회 의장
- 제20대 국회 전 ~ 후기 과학기술정보방송통신위원회 위원
- 자유한국당 정책위원회 부의장
- 제20대 국회 헌법개정 및 정책개혁 특별위원회 위원장
- 자유한국당 경상남도당 진주시 을 당원협의회 위원장
- 제7회 전국동시지방선거 자유한국당 중앙선거대책위원회 부위원장
- 자유한국당 북핵외교안보특별위원회 위원
- 자유한국당 日수출규제 대책 특별위원회 위원
- 자유한국당 재외동포위원회 부위원장
- 미래통합당 경상남도당 진주시 을 당원협의회 위원장

## 역대 선거 결과
|  | 48.64% |

|  | 58.70% |

|  | 54.20% |

|  | 59.61% |

## 같이 보기
- 진주시 을
- 진주시의 국회의원

## 소속 정당
| 소속 정당 | 소속 정당  | 소속 기간 | 비고      |
| --------- | ---------- | --------- | --------- |
|           | 한나라당   | 2004~2012 | 정계 입문 |
|           | 새누리당   | 2012~2016 | 당명 변경 |
|           | 무소속     | 2016~2017 | 탈당      |
|           | 바른정당   | 2017      | 탈당      |
|           | 무소속     | 2017      | 탈당      |
|           | 자유한국당 | 2017~2020 | 복당      |
|           | 미래통합당 | 2020      | 합당      |
|           | 국민의힘   | 2020~2025 | 당명 변경 |
|           | 무소속     | 2025~현재 | 탈당      |

## 대표 경력

### 광복회 존속을 위한 법률 개정안 발의ㆍ통과
```
8월 15일 해방 후 설립된 
광복회
는 독립운동 애국지사와 후손들을 주축으로 하는 단체이다. 그러나 그 자격은 국가 유공자로부터 2대까지로 한정되어 당시에는 손자녀 이후 세대는 광복회의 회원이 될 수 없었다.
이로 인해 광복회 회원의 충원이 이뤄지지 못하고 광복회 회원의 평균 연령이 75세에 이르게 되어 회원들의 고령화로 인한 단체 자체의 존폐 여부까지 불투명한 실정이었다. 실제로 300만 명에 이르는 독립운동가 수에 비해 광복회 회원은 1만 명에도 이르지 못하게 된 것이다.
김재경 전 의원은 지난 2011년 광복회 존속을 위한 법개정안을 발의하여 ‘국가유공자 등 단체 설립에 관한 개정법률안’이 통과되었다. 따라서 광복회의 경우, 고령화된 광복회 회원이 돌아가실 경우에도 직계비속 중 가장 나이가 많은 1인에게 유족과 합의하여 회원자격을 부여할 수 있게 되었다.
```

### 뿌리산업 지원 법률 제정안 대표발의ㆍ전원 찬성 통과
```
2011년 5월, 김재경 의원은 모든 제조업의 근간이 되는 
뿌리산업
에 대한 지원 근거를 명문화하는 ‘뿌리산업 경쟁력 강화 지원에 관한 법률’을 발의한 바 있다.
뿌리산업 지원법안은 총 6장 26개 조문 및 부칙으로 구성되어 뿌리산업 진흥 기본계획을 골격으로 뿌리산업발전위원회, 뿌리산업 인력양성, 핵심뿌리기술의 지정 및 개발지원, 뿌리산업을 위한 특화단지 및 진흥센터 등을 지정해 집중 지원하는 내용을 담고 있다.
그 해 6월 이 법률안은 대표발의 2개월 만에 국회 본회의를 통과했으며, 곧바로 진주시와 한국생산기술연구원과 MOU를 체결하는 등 일사불란하게 사업을 추진하였다. 이는 항공우주산업 등 경남 지역산업과 관련한 금형ㆍ소성가공 등 뿌리산업 육성 및 국제 경쟁력 확보를 위한 실용화 지원 및 연구기반을 구축했다는 것에 의미가 있다. 여기엔 평소 치밀한 준비성이 있는 김 의원의 성격이 반영되었다는 후문이다.
중소 뿌리기업의 R&D역량 강화를 위해 개소한 진주 뿌리기술지원센터 주변에는 현재 배후단지로서 진주(뿌리) 금형일반산업단지 외에 산업부로부터 지정받은 ‘뿌리산업 특화단지’ 조성이 추진되고 있어, 진주시 정촌면 일대는 앞으로 서부경남이 동남권 뿌리산업의 생산거점으로 성장할 것으로 기대를 모으고 있으며, 뿌리센터는 뿌리산업의 첨단화를 촉진하는 컨트롤 타워로서의 역할을 하게 될 전망이다.
```

### 네이버 뉴스 순위 편집 및 온라인 골목상권 장악 질타
```
2017년 10월, 
네이버
는 외부 청탁을 받고 특정 뉴스를 보이지 않게 편집한 사실이 드러나며 뉴스 공정성 시비에 휘말렸다. 포털 이용자의 뉴스 소비에 영향을 미치는 실시간 검색어도 외압이나 이해관계에 따라 조작된다는 의혹도 제기되었으며, 한 사람이 복수 계정과 불법 프로그램으로 기사 내에서 많은 댓글을 달거나 공감 버튼을 누르는, 소위 ‘댓글 조작’으로 논란이 되어왔다.
이에 
김재경
 의원은 대선 시기 검색 순위 조작 의혹, 
한국프로축구연맹
 청탁에 따른 기사 배열 조작, POP 뉴스 등 중소 언론사 갑질 의혹 등을 구체적으로 제기하고, 같은 달 30일에 열린 
국정감사
에서 
이해진
 창업자를 질타했다.
또한 네이버가 골목상권 업종을 무리하게 장악하여 독ㆍ과점하고 검색 광고비 경쟁을 부추겨 중소상공인을 압박한다고 지적하며, 글로벌 경쟁력을 높여야 한다는 이 창업자의 반박에 ‘네이버가 글로벌 시장에서 
포털
로서의 제 역할을 하고 있다고 보긴 어렵다’고 비판했다.
```

### KBS '오늘밤 김제동'의 편파방송 및 공영방송으로서 과도한 보수 지불 지적
```
2018년 12월 4일, 
KBS
 프로그램인 ‘
오늘밤 김제동
’에서 ‘위인 맞이 환영단’ 김수근 단장이 
북한
 
김정은
 위원장을 일방적으로 찬양하고 미화하는 모습을 인터뷰 하였고, 
방통위
에서는 이를 문제가 없다 판단하여 논란이 일었다.
김 단장은 이 날 방송에서 본인이 
김정은
 위원장을 열렬한 팬임을 밝히며, ‘(
김정은
 위원장은) 겸손하고 지도자의 능력과 실력이 있고, 지금 
북한
의 경제발전의 모습을 보먄 정말 팬이 되고 싶다’고 발언하였다. 또한 북한 세습과 인권문제에 대해서는 대한민국 선출 대통령인 
박정희
, 
박근혜
 전 대통령을 예로 들며 반박했다. 그는 일전에도 
광화문
 앞에서 ‘나는 
공산당
이 좋아요. 여러분들도 곧 좋아하게 될 겁니다.’와 같은 
종북
 발언으로 사회적 물의를 일으킨 바 있다.

김재경
 의원은 그 달 7일, 국회 
외교통일위원회
 전체회의에서 당시 
통일부
의 
조명균
 장관과 
KBS
 방송사, 
김제동
 그리고 김수근 단장을 거세게 질타했다.
김수근 단장의 발언들이 국민과의 공감대가 전혀 없으며, 오히려 이는 대한민국 정부가 나아가고자 하는 통일정책에 전혀 도움이 되지 않는 것으로, 통일부에서 적절한 조치를 취하여야 한다는 김 의원의 질책에 아무런 답변도 하지 못하는 
조명균
 장관의 모습이 지금까지 회자되고 있다.
또한 김 의원은 국민들의 수신료로 운영되는 공영방송인 
KBS
에서 
김제동
 측에 일주일 당 1,400만원의 과도한 출연료를 지불하며 이와 같은 편파적인 내용을 방송하는 것에 대해 의문을 제기하였다.
```

## 가족 관계
- 아버지 : 김복용 ( ~ 2020년 6월 20일)
- 남매 : 김재욱, 김재훈, 김미영, 김미진